# Karel Appel
Karel Appel (Amsterdam, 25 april 1921 – Zürich, 3 mei 2006) was een Nederlands schilder en beeldhouwer in de moderne kunst uit de tweede helft van de twintigste eeuw, die tot de expressionisten kan worden gerekend. Hij brak door met zijn lidmaatschap van de Cobra-groep.

## Biografie

### Jeugd

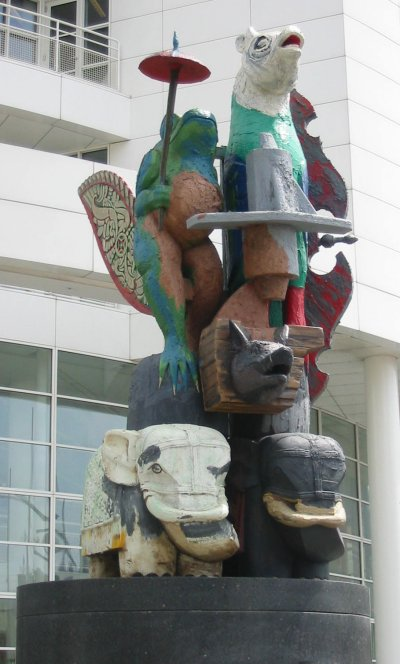
Frog with umbrella
(2001)
Beeldengalerij P. Struycken
Spui, Den Haag

Appel werd geboren in de Dapperstraat te Amsterdam, in een volksbuurt. Als kind werd hij 'Kik' genoemd. Zijn vader, de zoon van een melkboer, had een kapperszaak, waar mensen elkaar ontmoetten.

### 1940–1945 Tweede Wereldoorlog
Van jongs af aan wist Appel dat hij kunstschilder wilde worden, maar zijn ouders zagen hem liever in de kapperszaak. Hij moest enkele jaren bij zijn vader werken. In 1942 ging hij toch schilderkunst studeren aan de Rijksakademie in Amsterdam. Uit onvrede over deze beroepskeuze zetten zijn ouders hem op straat.
Appel volgde deze opleiding tot in 1944. Op de academie leerde hij over kunstgeschiedenis, waarover hij van huis uit weinig had meegekregen. Hij bekwaamde zich in de traditionele teken- en schilderkunst. Om zijn studie mogelijk te maken ontving Appel een beurs van het Departement van Volksvoorlichting en Kunsten (DVK). Voor het verkrijgen van die beurs had Appel volgens Adriaan Venema regelmatig contact met de nationaalsocialist Ed Gerdes, hoofd van de afdeling Bouwkunst, Beeldende Kunsten en Kunstnijverheid van het Departement van Volksvoorlichting en Kunsten, aan wie hij vaak een extra ondersteuning vroeg, die hij niet altijd kreeg.
Achteraf is Appel verweten dat hij ging studeren tijdens de Duitse bezetting, terwijl de Duitsers in eigen land een zeer repressief beleid voerden tegen de zogenoemde Entartete Kunst en binnen Nederland vooral tegen kunstenaars van Joodse afkomst. Appel zelf verklaarde dat hij nooit met de Duitsers had meegewerkt, wel graag een beurs wilde, maar verder alleen op de academie had gezeten om goed te leren schilderen. Appel voelde zich dan ook niet verbonden met de Duitsers. Kunst was een kwestie van het hart en politieke voorkeuren interesseerden hem weinig. Andere kunstenaars waren tijdens de oorlog principiëler en weigerden bijvoorbeeld om lid te worden van de Kultuurkamer, waardoor ze niet mochten werken, verkopen en het zonder inkomsten moesten doen.
In de periode aan de Rijksakademie ontmoette Appel Corneille. Iets later maakte hij kennis met Constant. Er ontstond een intense vriendschap tussen hen die vele jaren zou standhouden. Met Constant maakte Appel na de oorlog reizen naar Luik en Parijs. De twee exposeerden samen.
Aan het begin van de hongerwinter ontvluchtte Appel zijn huis – hij woonde inmiddels niet meer bij zijn ouders – uit angst om door de Duitse bezetters te worden opgepakt vanwege zijn weigering in Duitsland te werken. Tijdens de winter zwierf hij door Nederland, in de richting van zijn broer die bij Hengelo woonde. Schilderen lukte in die periode nauwelijks, hoewel hij wel enkele portretten tekende van hongerende mensen.
Na de oorlog kwam Appel verzwakt terug in Amsterdam, waar hij een korte relatie had met Truusje, die echter al spoedig overleed aan tuberculose. Er waren toen weinigen die iets in Appel zagen. Uitzonderingen waren de kunstcriticus H. Klinkenberg, die een positief artikel over Appel schreef, en de rijke Luikse verzamelaar Ernest van Zuylen, die jaarlijks kunst van Appel aankocht.

### 1946–1956 Cobra
In 1946 had Appel zijn eerste solo-expositie in Het Beerenhuis in Groningen. Wat later nam hij deel aan de expositie Jonge Schilders in het Stedelijk Museum in Amsterdam. Hij liet zich in deze periode vooral beïnvloeden door de kunst van Picasso, Matisse en Jean Dubuffet. Vooral de laatste maakte rauwe werken met andere materialen dan alleen verf.
Appel begon in 1947 met beeldhouwen, nadat hij beeldhouwer Carel Kneulman daarover had geraadpleegd. Tijdgenoten van Appel noemden diens producten echter geen beeldhouwwerken. Appel verzamelde allerlei afval, sloopte zelfs de houten luiken van zijn ramen en de haak van de hijsbalk van zijn zolderkamer. Van dat hout, een bezemsteel en een stofzuigerslang maakte hij het werk Drift op Zolder. Met rode en zwarte verf bracht hij de vorm van een hoofd en ogen aan. In deze periode leefde Appel samen met Tony Sluyter.
Over dit werk zou Lucebert in zijn bundel uit 1974 schrijven:
| tussen ladingen zakspiegeltjes zeepbellen bakpoeder kurken schuimspanen parapluus krijt messen speelgoedautoos tuinsproeiers pijpewissers newtonringen akademische busten geprepareerde darmen limonaderietjes ontlok je aan het leven al de elkaar omarmende en de elkaar verscheurende kleuren |

Op 16 juli 1948 richtten de kunstenaars Karel Appel, Corneille en Constant samen met Anton Rooskens, Theo Wolvecamp, die zich Theo Wolvé noemde, en Jan Nieuwenhuys, de broer van Constant, de Experimentele Groep in Holland op. Ook Tjeerd Hansma was bij de oprichting, maar deze vrijbuiter en vechtersbaas verliet de groep. De Belgische schrijver Hugo Claus sloot later aan.
De eerste publicatie van de groep bevatte een sterk linksgeoriënteerd manifest van Constant. Appel voelde zich hier niet bij horen, het ging hem om de kunst alleen; "l'art pour l'art". Toen Appel een serie schilderijen maakte genaamd Kampong bloed, naar aanleiding van de politionele acties van Nederland in Indonesië, ging het hem eerder om de menselijke verontwaardiging over het leed van de individuele mens dan om het uitdragen van een marxistisch standpunt.
In november 1948 bezochten enkele leden van de Experimentele Groep een internationale conferentie over avant-garde kunst in Parijs, die was georganiseerd door Franse en Belgische surrealistische collega's. Constant las er een vertaling van zijn manifest voor, dat echter niet aansloeg bij het publiek.
Onder anderen de Belg Christian Dotremont vond de benadering van de Fransen te sektarisch. Enkele Deense, Nederlandse en Belgische kunstenaars trokken zich daarop terug uit het congres en richtten de groep Cobra op. 'CoBrA' is een afkorting van Copenhagen, Brussel, Amsterdam. Intussen werd het werk van de Experimentele Groep in Nederland slecht ontvangen.
Een christelijk maandblad, "Op den uitkijk", schreef dat ze maar beter met hun werken de Kalverstraat konden gaan plaveien, of het werk in het IJ gooien, dan het onder de ogen te brengen van het goedburgerlijke Nederlandse volk. Niettemin exposeerde De Bijenkorf het werk van Appel, Corneille en Constant, waar het onder anderen de architect Aldo van Eyck onder ogen kwam. De directeur van het Stedelijk Museum, Willem Sandberg, had echter (nog) "geen ruimte" om kunst van de Experimentele Groep te exposeren. In Denemarken werd het werk van Cobra door de pers welwillend ontvangen. Toen Appel naar Kopenhagen reisde, genoot hij daar van de gemoedelijke sfeer.
Tot verbazing van de leden kreeg Cobra in 1949 toch een expositie in het Stedelijk Museum in Amsterdam. De tentoonstelling werd een schandaal. Teleurgesteld daarover vestigde Appel zich in 1950 in Parijs. Later vertelde hij dat het voortdurende gescheld hem uit Nederland had verjaagd. Dezelfde expositie als in het Stedelijk Museum was vervolgens te zien in Parijs en werd daar veel beter ontvangen dan in Amsterdam.
In Parijs introduceerde Hugo Claus Appel bij Michel Tapié, die daarop verschillende tentoonstellingen van het werk van Appel organiseerde. Zo kreeg Appel in 1953 een solo-expositie in het Paleis van de Schone Kunsten in Brussel. In 1954 ontving hij de UNESCO-prijs in de Biënnale van Venetië.
Nog steeds werd Appel niet geaccepteerd in Nederland. Hij kreeg weliswaar een opdracht van de gemeente Amsterdam om een wandschildering te maken voor de kantine van het stadhuis (het huidige hotel The Grand), maar dit leidde tot een rel. Na protest van de ambtenaren werd het werk met als titel Vragende kinderen, destijds de Twistappel genoemd, tien jaar lang onder behang bedekt. De ambtenaren vonden de schildering barbaars, wreed en gewelddadig.
Eind 1950 maakten Appel en Hugo Claus samen een set geïllustreerde gedichten, De blijde en onvoorziene week, die mensen op voorinschrijving konden ontvangen. Er bleken slechts drie inschrijvers te zijn. Het boekje verscheen in 200 exemplaren, gekopieerd, en eigenhandig ingekleurd. Claus schreef hierover in 1968: "Het was onze ‘policy’ om zo'n boekje op één namiddag te maken. Met een minieme aanmoediging hadden we er toen vijftig per jaar gemaakt." Maar die aanmoediging bleef gezien het aantal intekenaars uit. Een exemplaar van deze uitgave is een van de hoogtepunten van de Bijzondere Collecties van de Koninklijke Bibliotheek in Den Haag.
Na het uiteenvallen van Cobra begon Karel Appel met steeds dikkere verf, impasto, te schilderen. Zijn werk werd steeds wilder en ogenschijnlijk minder beheerst.
De internationale doorbraak van Appel begon rond 1953, toen zijn werk te zien was op de Biënnale van São Paulo. In 1954 kwamen er solotentoonstellingen van Appel in Parijs en New York. Hij maakte talloze muurschilderingen voor openbare gebouwen. In 1955 maakte hij een 80 meter lange muurschildering voor de Nationale Energie Manifestatie 1955.

### 1957–2006: Internationale doorbraak

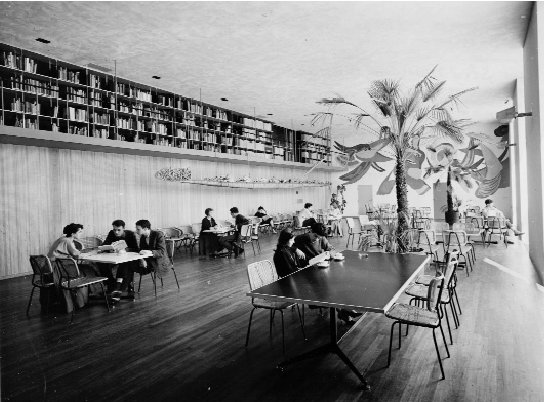
Op de verste wand in de tuinzaal van het Stedelijk Museum een schildering van Appel, gefotografeerd rond 1960

Vanaf 1957 reisde Appel regelmatig naar New York. Daar schilderde hij onder andere portretten van jazzmusici. Hij ontwikkelde zijn eigen stijl, onafhankelijk van anderen. Gedurende deze periode ging hij steeds meer in de richting van de abstracte kunst, hoewel hij dat zelf bleef ontkennen. De titel van een werk als Compositie lijkt daar echter wel op te wijzen.
Eind jaren zestig verhuisde Appel naar het Château de Molesmes, bij Auxerre. Appel werd intussen steeds meer internationaal gewaardeerd. In 1968 kwam er eindelijk ook een solotentoonstelling in het Stedelijk Museum in Amsterdam.
Exposities volgden in de Kunsthalle in Bazel, in Brussel (1969), en in het Centraal Museum in Utrecht (1970). Een reizende expositie door Canada en de Verenigde Staten volgde in 1972.
Rond 1990 had Appel vier ateliers, in New York, Connecticut, Monaco en in Mercatale Valdarno (Toscane). Vooral het atelier in New York gebruikte hij om te experimenteren met zijn schilderwerk. De experimenten uit New York werkte hij uit in zijn andere ateliers. Door het andere licht in bijvoorbeeld Toscane ontstond daar met dezelfde thema's werk met een geheel eigen karakter.
Ter gelegenheid van een tentoonstelling in het Stedelijk Museum in Amsterdam vertelde hij aan Rudi Fuchs, toenmalig directeur van het museum, over zijn werk. Voordat hij begon, keek hij lang naar het doek, maar als hij eenmaal begon met schilderen, kon hij zijn impulsen om verf aan te brengen bijna niet bijhouden. Hij gaf de indruk te werken als een bezetene, waarbij hij echter wel veel tijd nam om de verf in de juiste kleur te mengen. Als het doek bijna af was, werkte hij langzamer, ten slotte zette hij nog maar een enkele toets of liet de laatste verbeteringen zelfs weg. Appel werkte altijd aan één schilderij tegelijk.
Vlak voor zijn dood in 2006 voltooide Appel een postzegel voor TPG Post. De postzegel met een waarde van 39 cent verscheen in september 2006 ter gelegenheid van een tentoonstelling over beeldende kunstenaars en postzegels met de titel Kunst om te versturen.

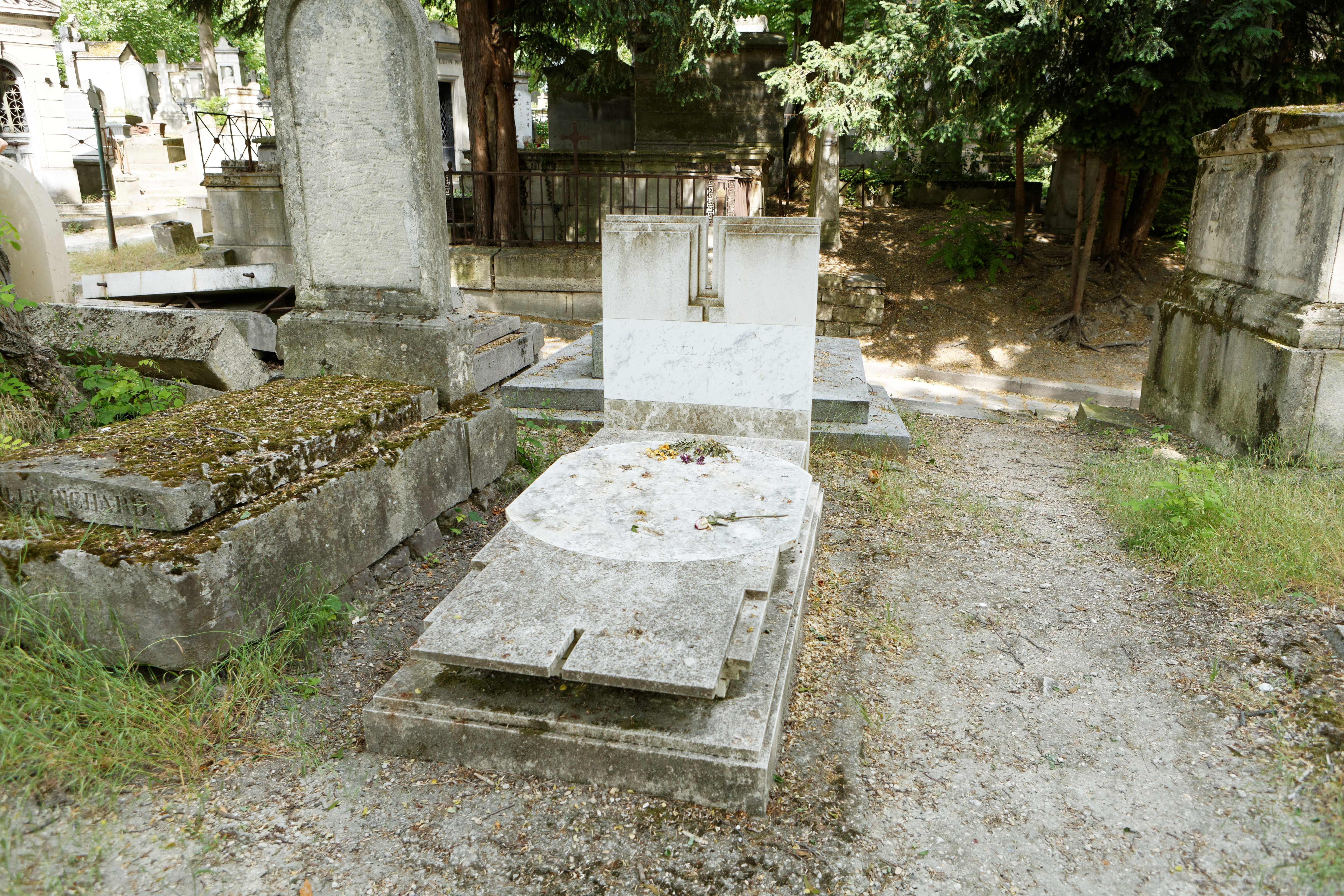
Cimetière du Père-Lachaise, het graf van Karel Appel

Karel Appel werd in besloten kring begraven op het kerkhof van Père-Lachaise in Parijs.

## Uitspraken
Appel deed veel gevleugelde uitspraken, die bij het grote publiek in de jaren na de Tweede Wereldoorlog de nodige weerstand opriepen:
- Ik rotzooi maar een beetje an. Ik leg het er tegenwoordig flink dik op, ik smijt de verf er met kwasten en plamuurmessen en blote handen tegenaan, ik gooi d'r soms hele potten tegelijk op. Tegen het blad Vrij Nederland naar aanleiding van de film door Jan Vrijman.
 Deze uitspraak gaf in het Bargoens aanleiding tot de creatie van het werkwoord "aanappelen", met de betekenis "met onverschillige willekeur te werk gaan" of "maar wat doen". Het woord raakte later waarschijnlijk in onbruik toen Appel algemeen als kunstenaar werd aanvaard.[2]
- Ik schilder als een barbaar in deze barbaarse tijd.
- Ik heb in de loop van de jaren geleerd hoe ik olieverf op doek moet brengen. Ik kan nu met verf alles doen wat ik wil. Maar het is nog steeds een strijd, nog steeds een gevecht. Op het ogenblik zit ik nog in de chaos. Maar het is nu eenmaal mijn aard om de chaos positief te maken. Dat is tegenwoordig de geest van onze tijd. We leven altijd in een verschrikkelijke chaos, en wie kan de chaos nog positief maken? Alleen de kunstenaar. Monaco, 1986.
- Tais-toi et sois belle. Houd je mond en wees mooi, tegen Sonja Barend.
- Ik gebruik ook meer verf!!, nadat Appel een groot deel van de revenuen van een Cobra-groepsexpositie in eigen zak had gestoken.

## De schilderstijl van Karel Appel
Appel schilderde, ook volgens eigen zeggen, nooit abstract, al benadert zijn werk dat wel sterk. Er zijn altijd herkenbare figuren te ontdekken; mensen, dieren of bijvoorbeeld zonnen.
Tijdens de Cobraperiode, vanaf 1948, schilderde Appel simpele vormen met stevige contourlijnen, opgevuld door felle kleuren.
Zijn werk hoort bij de Moderne kunst en de schilderstijl is abstract expressionisme.
Onderwerpen waren vriendelijke onschuldige kindwezens en fantasiedieren. Hij liet zich daarbij beïnvloeden door de manier waarop mensen met een verstandelijke beperking tekenen en schilderen, iets wat in die tijd revolutionair kan worden genoemd. Het werk van Appel gaf aanleiding tot opmerkingen zoals "dat kan ik ook". De stijl van kindertekeningen vulde Appel aan met de stijl van Afrikaanse maskers.
Later liet Appel de samenhang van vorm en kleur los. Hij werkte met meestal zwarte contourlijnen om figuren aan te duiden. Vaak gebruikte hij voor die contouren ongemengde verf, direct uit de tube geknepen. Maar hij leek zich weinig van de contouren aan te trekken met de kleur die hij aanbracht om de figuren vorm te geven. De kleuren verspreiden zich buiten de contour en de kleur van de achtergrond dringt vaak de figuur binnen.
Volgens de kunsthistoricus Willemijn Stokvis heeft Appel zich in zijn schilderscarrière met totale overgave in de verf gestort, om daar een oerkreet uit op te laten klinken. Deze benadering is volkomen tegengesteld aan de werkwijze van Appels wereldberoemde Nederlandse tijdgenoot Mondriaan. "Beiden vertegenwoordigen twee polen van de geschiedenis van de moderne kunst, waarbij zij zich verhouden als de uiterste beheersing tot de uitbarstende spontaniteit. Beiden zochten naar de oerbron van de schepping, een zoektocht die wellicht de basis vormt voor een belangrijk deel van de moderne kunst. Mondriaan zocht de oerformule waarop de constructie van de kosmos berust; van Appel kan men zeggen dat hij de scheppingsdrift in zich wakker probeerde te schudden waarmee dat universum zou zijn gemaakt.", aldus Willemijn Stokvis.
Het werk van Appel is meestal uit meerdere lagen opgebouwd, waardoor het werk diepte en reliëf krijgt. Op een vrijwel eenkleurige, maar met zorg geschilderde ondergrond schilderde hij in ten minste twee stadia zijn onderwerpen. Volgens eigen zeggen draaide hij vaak het werk op zijn kop of keek hij tussen zijn benen door naar het werk. Dit is een bekende manier om te controleren of de compositie van een werk evenwichtig is.
Appel maakte vaak verschillende versies naar aanleiding van hetzelfde thema. Hij heeft bijvoorbeeld diverse werken gemaakt met de titel van de controversiële muurschildering in Amsterdam, Vragende kinderen. Dat waren niet alleen schilderijen, maar ook kunstwerken die bestaan uit een houten reliëf, beschilderd in primaire en secundaire kleuren. Appel bleef zijn hele leven series met hetzelfde thema maken. Aan het einde van de jaren 70 maakte hij bijvoorbeeld een serie Gezicht in landschap, waarmee hij wilde uitdrukken dat de mens en de natuur een eenheid vormen.
Appels gedrevenheid komt naar voren in zijn uitspraak:

Een leven zonder inspiratie is voor mij het allerlaagste, het meest platvloerse wat er is.

## Ontvangst van het werk van Karel Appel
Onder andere het Amsterdamse warenhuis De Bijenkorf exposeerde regelmatig zijn werk.
Vanaf het eind van de 20e eeuw wordt het werk van Appel algemeen geaccepteerd. In Amstelveen is er een speciaal museum aan Cobra en Appel gewijd: Cobra Museum voor Moderne Kunst Amstelveen. Schilders als Herman Brood, Fred Bervoets, Menno Baars en Jan Cremer zijn door Appel beïnvloed.

## Problemen met de verf
In 2016 werd bekend dat er problemen waren met het conserveren van veel werken van Appel. Er bleken bij een aantal schilderijen hechtingsproblemen op te treden tussen de verf en de ondergrond, waardoor de verf van het doek valt en witte plekken overblijven. Ook traden er chemische processen in de schilderijen op, waardoor er verschillende effecten samenhangend met schade en veroudering optreden. Deze effecten treden ook bij andere naoorlogse schilderijen op. Sommige schilderijen gaan tranen en hierbij komt een deel van het oliemedium, dat geoxideerd is, door de verfhuid naar buiten. Ook ontstaan vlakken met een ribbelige huid, een soort korstvorming, waarbij onder het vel ander materiaal ontstaat en de verf soms gaat druipen. Op andere plaatsen verdwijnt de oorspronkelijke streek van de kwasten, doordat de verflaag zacht wordt en als het ware smelt.

## Het werk van Karel Appel

### Schilderijen (selectie)
Appel gaf zijn werk in het begin Nederlandse titels, later ook Frans- en Engelstalige:
- Mannetje met de zon, 1947
- Vrijheidsschreeuw, 1948
- Vragende kinderen, 1949
- Oerbeest, 1951
- De ontmoeting, 1952
- Clown, 1954
- De wilde jongen, 1954
- De ruiter, 1957
- Nu couché, 1957
- Téte de soleil, 1961
- Composition, 1960
- The Discovery, 1986
- Nostalgie de la trompette douce, 1998

### Tentoonstellingen (selectie)
- 1953 was Appel een van de deelnemers aan de biënnale van São Paulo.
- 1954 vonden solo-exposities plaats in Parijs en New York.
- 1959 en in 1964 nam Appel deel aan documenta 2 en 3 in Kassel.
- 1965 internationale beeldententoonstelling bij het honderdjarig bestaan van het Vondelpark in Amsterdam
- 1989 een grote tentoonstelling in vijf musea in Japan.
- In het kader van het Nederlands voorzitterschap van de Europese Unie in 2004 was in het Paleis voor Schone Kunsten te Brussel van 13 oktober 2004 tot 16 januari 2005 een expositie te zien, waar onder andere nieuwe werken van Appel te zien waren. De expositie was samengesteld door Rudi Fuchs en had als thema Karel Appel. Onderweg.
- 2016 retrospectief in het Gemeentemuseum Den Haag

### Opdrachten (selectie)
- 1955: een 80 m lange Energiewand in Rotterdam voor E55.
- 1956: muurschilderingen voor het Stedelijk Museum in Amsterdam.
- 1957: Appel kreeg opdracht om zes ramen te maken voor de Paaskerk in Zaandam. Elk raam stelde een dag van de schepping voor; de zevende dag ontbrak, omdat dit de rustdag was. Appel maakte onder de ramen ook een muurschildering, waar hij 1000 gulden voor in rekening bracht. De muurschildering was een met hanenpoten geschreven tekst uit Romeinen 8:19: “De ganse schepping wacht met reikhalzend verlangen op het openbaar worden der zonen Gods.” De predikanten van de kerk, De Jonge (de vader van Freek de Jonge) en Van Petegem waren heel boos hierover.[4] De tekst moest onzichtbaar gemaakt worden. In de periode 2011-2015 werden de ramen, gemaakt van glas-appliqué waarbij de lijm losliet, gerestaureerd.
- 1958: muurschildering voor de UNESCO in Parijs.
- 1968: Tegeltableaus voor het Congresgebouw (thans World Forum in Den Haag (uitvoering Maggi Gilles/Porceleyne Fles).
- 1970: in samenwerking met architect Huig Maaskant, een raam van gekleurd glas in beton voor het scholencomplex van het Technikon. Hofpleintheater in Rotterdam.
- 1989: La Folie des Rues, de waanzin van de straat, in het atelier van de Opéra in Parijs. Het schilderij van 14x4 meter bleek echter te groot. Appel was er zeer aan gehecht en vond uiteindelijk een koper, de Universiteit van Amsterdam, waar het sinds 1997 in de hal van Faculteit Economie en Bedrijfskunde hangt, aan de Roetersstraat.[5]

### Films
Jan Vrijman maakte in 1961 samen met Eddy van der Enden en Piet van Moock een film over Appel met de titel De werkelijkheid van Karel Appel. Fotograaf Ed van der Elsken legde de filmopnames vast in een fotoreportage en filmde tevens de productie van de muziek, door Karel Appel zelf. Deze film van Vrijman en van der Enden leidde tot een schandaal, met name door één bepaalde scène, gefilmd door een gat in een schilderij, waarbij Vrijman in beeld brengt hoe Appel met woeste bewegingen de verf op het doek aanbrengt.
In 1995 verscheen de film If I were a bird van Mat van Hensbergen. Daarin wordt een beeld geschetst van de werkwijze van Appel, bijvoorbeeld van hoe hij zijn verf mengt. Appel werkt in de film met modellen. De schetsmatige omtrekken vult hij later met kleur en in de verf verwerkt hij dan nog diverse gevonden materialen.

## Werk in openbare collecties (selectie)

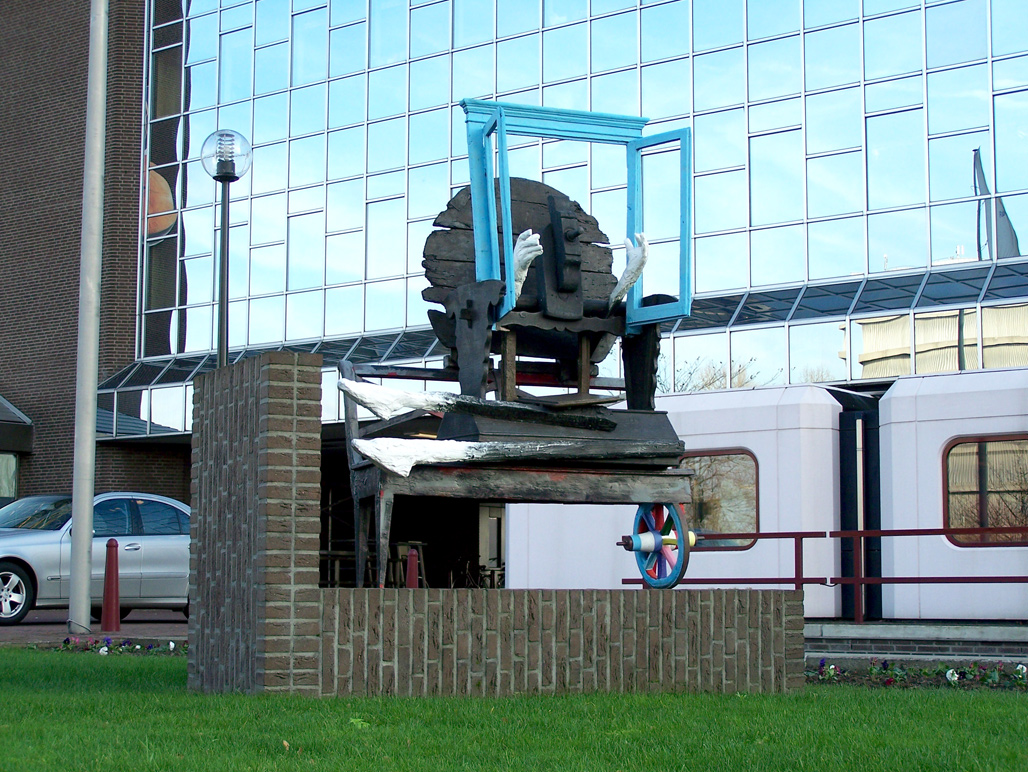
Looking through the open window
Utrecht

- Cobra Museum voor Moderne Kunst Amstelveen met voor het museum het beeld The fountain
- Dordrechts Museum
- Fine Arts Museums of San Francisco
- Kunstmuseum Den Haag
- Guggenheim Museum (New York)
- Kunstmuseum aan Zee, Oostende
- Lieu d´Art et Action Contemporaine (LAAC), Duinkerken
- Musée des beaux-arts de Montréal
- Museu de Arte de São Paulo
- Museum Boijmans Van Beuningen[7]
- Museum of Fine Arts, Boston
- Museum of Modern Art, New York
- Rijksmuseum Amsterdam[8]
- Rijksdienst voor het Cultureel Erfgoed, Amersfoort
- Rijksmuseum Twenthe, Enschede
- Stedelijk Museum (Amsterdam)
- Stedelijk Museum Schiedam
- Tate Gallery, Londen
- Van Abbemuseum, Eindhoven
- Museum de Fundatie, Zwolle

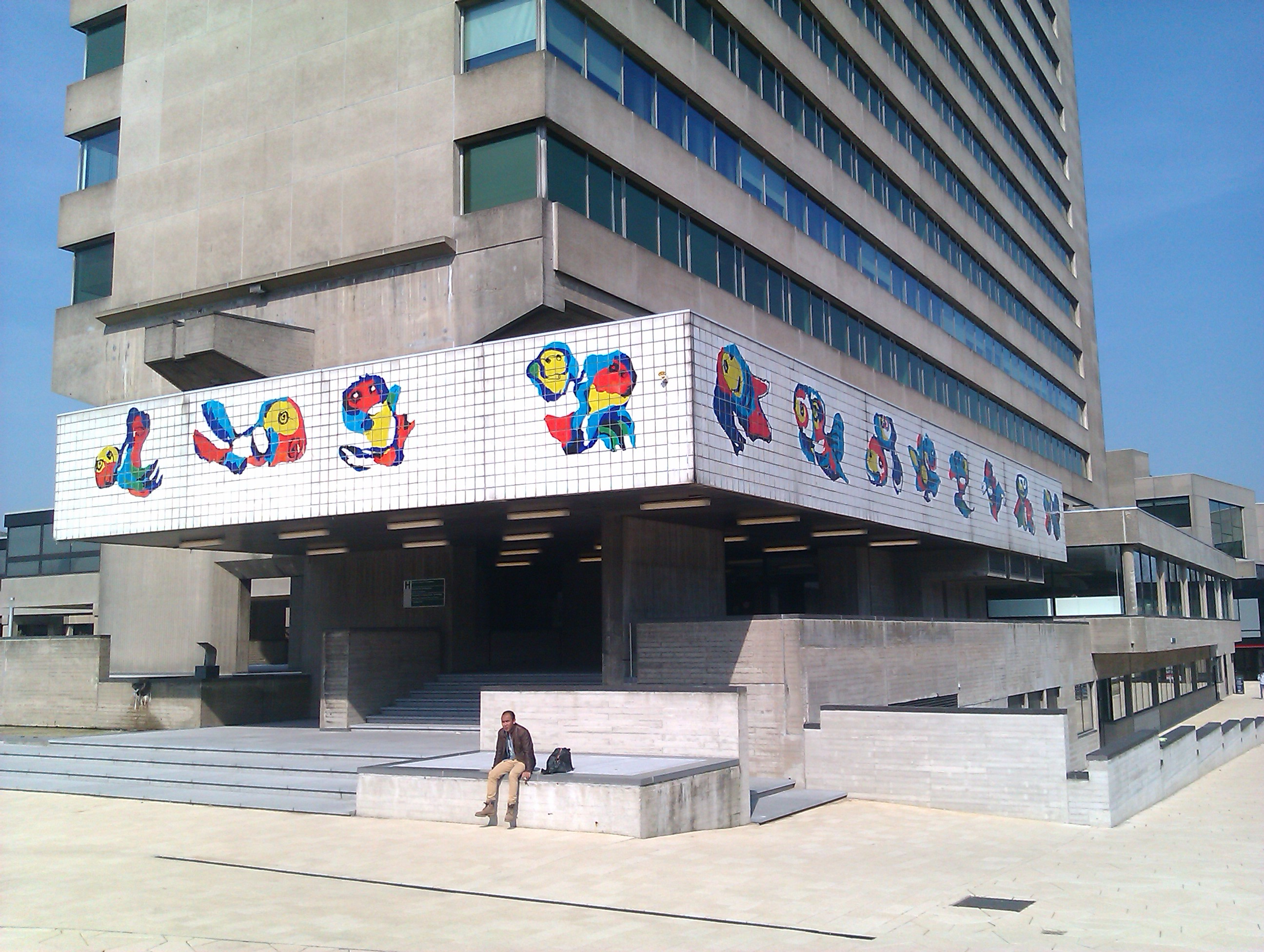
Tegelversiering op de campus Woudestein

Op Campus Woudestein in Rotterdam is een tegelversiering te zien. Het is een geschenk van het Rotterdamse graanverwerkende bedrijf Meneba dat ter gelegenheid van zijn 50-jarig bestaan werd geschonken bij de opening van Woudestein in 1969.
Appel schilderde in 1989 in Parijs het 14 meter lange doek La Folie des Rues. Dit doek hangt momenteel bij de economische faculteit van de Universiteit van Amsterdam.
Een beeld van Appel, Frog with umbrella werd in 2001 neergezet in Den Haag, op het kruispunt van de Kalvermarkt, Grote Marktstraat en het Spui, bij het Stadhuis. Het beeld is 6 meter hoog en uitgevoerd in brons en in diverse kleuren beschilderd.
Het Van Abbemuseum in Eindhoven ten slotte, heeft Les Condamnés: Hommage à Rosenberg, De veroordeelden, uit 1953. Dit schilderij is een hommage aan Ethel en Julius Rosenberg. Dit joodse echtpaar werd in 1953 ter dood veroordeeld vanwege vermeende spionage voor de Sovjet-Unie, veel later bleek het echtpaar wel te hebben gespioneerd. Tevens heeft dit museum De ruiter uit 1957 in bezit.
Onder de titel Reis van Rudi Fuchs langs de kunst der Lage Landen werd in 2004/2005 een tentoonstelling gehouden in het Paleis voor Schone Kunsten te Brussel. In deze tentoonstelling, samengesteld door Rudi Fuchs, werd het werk van Appel vergeleken met dat van andere kunstenaars uit de Lage Landen. De tentoonstelling bevatte tevens zeer recent werk van Appel, uit 2004.
Zijn beeld Flowers staat sinds 2014 in herstelde vorm op het Oosterspoorplein in Amsterdam-Oost.

## Karel Appel Stichting
Op 19 mei 1999 werd te Amsterdam de Karel Appel Stichting (Karel Appel Foundation) opgericht. Op 1 augustus 2000 heeft Appel bij onderhandse akte conform het bepaalde in art. 2 Auteurswet 1912, de auteursrechten op al het door hem gemaakt en eventueel nog te maken werk, ongeacht waar dit zich zou bevinden, overgedragen aan deze rechtspersoon. Deze stichting heeft als doelstelling onder meer het zorg dragen voor het behoud van zijn werken, het promoten van publieke bekendheid met en kennis van zijn werk en het handhaven van het intellectueel eigendomsrecht met betrekking tot zijn werk. Tevens hield de stichting zich tot juni 2017 bezig met de authentificatie van werken die aan Appel worden toegeschreven.
Op 13 maart 2005 heeft Appel in een te Luzern opgemaakt document 'Last Will And Testament', nogmaals deze overdracht van rechten bevestigd.
- Auckland Art Gallery Toi o Tāmaki: 235
- Art Gallery of South Australia: 2908
- Bibsys: 90210737
- Biblioteca Nacional de España: XX838400
- Bibliothèque nationale de France: cb12586027f (data)
- Biografisch Portaal: 37017239
- Catàleg d'autoritats de noms i títols de Catalunya: 981058594868106706
- CiNii: DA01536072
- Digitale Bibliotheek voor de Nederlandse Letteren: appe001
- Gemeinsame Normdatei: 118503715
- International Standard Name Identifier: 0000 0001 2144 3888
- KulturNav: 4473e3df-b42a-41b9-9f28-d1b3ab29a341
- Library of Congress Control Number: n79055327
- Musée national d'archéologie, d'histoire et d'art: lkl000724
- Bibliotheek van het Japanse parlement: 00462405
- National Gallery of Victoria: 819
- Nationale bibliotheek van Australië: 35007526
- Nationale Bibliotheek van Israël: 987007257875005171
- Nederlandse Thesaurus van Auteursnamen: 068845820
- RKD-Nederlands Instituut voor Kunstgeschiedenis: 2208
- SIKART: 13709852
- SNAC: w63b66kk
- Système universitaire de documentation: 056538650
- Trove: 787580
- Union List of Artist Names: 500030857
- Virtual International Authority File: 95871832
- WorldCat: E39PBJdh6QGYRdCrYJHfFc8pyd